# Ренк (аеропорт)
Аеропо́рт «Ренк» — аеропорт у місті Ренк, Південний Судан.

## Розташування
Аеропорт розташований у місті Ренк, яке є центром округу Ренк, штат Верхній Ніл, Південний Судан. Поряд розташований державний кордон з Суданом. Аеропорт розташований у південно-західній частині міста на межі з передмістям Аббеіт. До центрального аеропорту країни Джуба 776 км.

## Опис
Аеропорт розташований на висоті 282 метрів (925 футів) над рівнем моря, і має одну ґрунтову злітно-посадкову смугу, довжина якої невідома.

## Авіакомпанії і напрямки
Аеропорт пов'язаний чартерним авіасполученням з аеропортом Джуба. Рейси виконує авіакомпанія Авіалінії Південного Судану.